# Jezero (krater)
Jezero je udarni krater na Marsu lociran na 18°22′46″N 77°34′45″E / 18.3793167°N 77.5792887°E, nalazi se u četverokutu Syrtis Major Marsa. Promjer kratera je oko 49 km. Za krater se smatra da je nekoć bio potopljen vodom, a sadrži lepezastu deltu bogatu glinom. Jezero u krateru bilo je prisutno kad su se na Marsu formirale mreže dolina. Osim što ima deltu, krater pokazuje točkaste trake i obrnute kanale. Iz istraživanja delte i kanala zaključeno je da se jezero vjerojatno formiralo kada je postojalo kontinuirano površinsko otjecanje.
Godine 2007., nakon otkrića drevnog jezera, krater je imenovan po općini Jezero u Bosni i Hercegovini, jednoj od nekoliko istoimenih naselja. Riječ "jezero" ima isto značenje na hrvatskom i na nekoliko drugih slavenskih jezika, uključujući češki, bošnjački, srpski i slovenski.

## Krater
Život se možda razvio u krateru jer se vjeruje da je jezero bilo dugovječno; delti je možda trebao period od 10 6 – 107  godina do se oblikuje. Glineni minerali otkriveni su u krateru i oko njega. Mars Reconnaissance Orbiter identificirao je smektitske gline. Gline nastaju u prisustvu vode, tako da je ovo područje vjerojatno nekada držalo vodu, a možda i život u davnim vremenima. Površina na mjestima razbijena je u poligonalne uzorke. Takvi se oblici često formiraju kada se glina osuši.
Istraživači su u radu objavljenom u ožujku 2015. opisali kako je u krateru Jezero postojao drevni marsovski jezerski sustav. Studija je napredovala ideju da je voda napunila krater najmanje dva odvojena puta. Postoje dva kanala na sjevernoj i zapadnoj strani kratera koji su ga vjerojatno opskrbljavali vodom; svaki od ovih kanala ima ležište nalik delti gdje se sedimenti prenose vodom i talože u jezeru. Očekuje se da će krateri određenog promjera imati određenu dubinu; dubina manja od očekivane znači da je sediment ušao u krater. Proračuni sugeriraju da krater može sadržavati otprilike jedan kilometar sedimenta. Većina sedimenta možda je unesena kanalima.

## Misije
U studenom 2018. godine objavljeno je da je krater Jezero izabran za mjesto slijetanja za planiranu misiju rovera Mars 2020. Tamo je sletio 18. veljače 2021. godine. Vjeruje se da krater sadrži velike količine između 3,9 do 3,5 milijardi godina starog sedimenta, a cilj misije je istraživanje znakova drevnog života. Rover će prikupiti 30 uzoraka tla koji će biti vraćeni na Zemlju budućom svemirskom letjelicom koju planira NASA. Uzorci bi mogli na naš planet stići 2026. godine. Misija će biti ključna i za buduće ljudske misije na tom planetu.